# Sida picklesiana
Sida picklesiana är en malvaväxtart som beskrevs av A.S.Markey, S.J.Dillon och R.M.Barker. Sida picklesiana ingår i släktet sammetsmalvor, och familjen malvaväxter. Inga underarter finns listade i Catalogue of Life.